# Cerezo (Extremadura)
Cerezo egy község Spanyolországban, Cáceres tartományban. Cerezo Ahigal, Santibáñez el Bajo, Santa Cruz de Paniagua, Palomero, Casar de Palomero, Mohedas de Granadilla és Guijo de Granadilla községekkel határos. Lakosainak száma 147 fő (2024).

## Népesség
A település népessége az elmúlt években az alábbi módon változott:
| Lakosok száma | 227  | 203  | 196  | 190  | 188  | 185  | 177  | 165  | 153  | 147  |
|               | 2001 | 2004 | 2006 | 2009 | 2011 | 2014 | 2016 | 2019 | 2021 | 2024 |